# ロー&オーダー
『ロー&オーダー』（原題: Law & Order）は、アメリカ・NBCで1990年9月から放送され、2010年5月に一度終了した、ディック・ウルフ制作の刑事・法廷ドラマ。2010年に第20シーズンを放映し、米国の最長記録に並んでいったん終了した。エミー賞の作品賞では、11年連続ノミネートの最長連続ノミネート記録を記録しており、1995年に作品賞を受賞した。
一度終了した2010年から約12年のブランクを経て、2022年2月24日より第21シーズンが放送開始。2022年9月22日より第22シーズンが放送されている。
また、多くのスピンオフ作品を生んでおり、2017年8月現在1つのシリーズ『LAW & ORDER:性犯罪特捜班』が継続中であり、3つのシリーズ『LAW & ORDER:クリミナル・インテント』『LAW & ORDER:陪審評決』『LAW & ORDER:LA』が放送済みである。『ロー・アンド・オーダー/切り裂かれた死体』というタイトルで映画化もされている。2015年9月16日に6年ぶりのスピンオフ番組『Law & Order:You the Jury』の製作が発表された。シリーズ初のリアリティ番組であり放送開始時期は未定。2016年4月に実在の事件を題材にした「Law & Order True Crime」の製作が発表され、2017年9月から放送されている。2018年9月には『LAW & ORDER:性犯罪特捜班』のスピンオフ作品『Law & Order: Hate Crimes』の製作が発表、ストリーミングサービスのPeacockでの配信される予定だったが、中止となった。2021年の４月から『LAW & ORDER:性犯罪特捜班』のスピンオフ作品『LAW & ORDER: 組織犯罪特捜班』がNBCで放送されることが決まった。
さらに、アメリカ国外でも多くリメイクされており、イギリスでは『LAW & ORDER:UK』、フランスでは『Paris enquêtes criminelles』、ロシアでは『Закон и порядок: отдел оперативных расследований』、『Закон и порядок. Преступный умысел』というタイトルで放映されており、2012年からは南アフリカでもリメイクされ、『Law & Order: Cape Town』というタイトルで放送予定。
2021年9月28日、オリジナルシリーズのシーズン21の制作が発表された。
日本では2004年にDVD-BOXがユニバーサル・ピクチャーズ・ジャパンから発売された。
2011年9月5日からスーパー!ドラマTVがタイトルを「LAW & ORDER」として、全20シーズンが放送された。テレビ東京でも、2014年3月24日から6月5日まで『ランチチャンネル』月曜 - 木曜枠において、シーズン17・18が放送された。

## キャスト
| シーズン | Senior Detective                                                           | Junior Detective                                           | Police Commanding Officer                                        | Executive Assistant District Attorney                                | 地方検事補                                                   | 地方検事                                                      | その他                                                                         |
| -------- | -------------------------------------------------------------------------- | ---------------------------------------------------------- | ---------------------------------------------------------------- | -------------------------------------------------------------------- | ------------------------------------------------------------ | ------------------------------------------------------------- | ------------------------------------------------------------------------------ |
| 1        | マックス・グリービー Sgt. Max Greevey （ジョージ・ズンザ）                 | マイク・ローガン （Mike Logan） （クリス・ノース）         | ドン・クレイゲン Capt. Don Cragen （ダン・フロレク）             | ベンジャミン・ストーン （Benjamin Stone） （マイケル・モリアーティ） | ポール・ロビネット Paul Robinette （リチャード・ブルックス） | アダム・シフ Adam Schiff （スティーヴン・ヒル）               |                                                                                |
| 2        | フィル・セレッタ Sgt. Phil Cerreta （ポール・ソルヴィノ）                  | マイク・ローガン （Mike Logan） （クリス・ノース）         | ドン・クレイゲン Capt. Don Cragen （ダン・フロレク）             | ベンジャミン・ストーン （Benjamin Stone） （マイケル・モリアーティ） | ポール・ロビネット Paul Robinette （リチャード・ブルックス） | アダム・シフ Adam Schiff （スティーヴン・ヒル）               |                                                                                |
| 3        | フィル・セレッタ Sgt. Phil Cerreta （ポール・ソルヴィノ）                  | マイク・ローガン （Mike Logan） （クリス・ノース）         | ドン・クレイゲン Capt. Don Cragen （ダン・フロレク）             | ベンジャミン・ストーン （Benjamin Stone） （マイケル・モリアーティ） | ポール・ロビネット Paul Robinette （リチャード・ブルックス） | アダム・シフ Adam Schiff （スティーヴン・ヒル）               | エリザベス・オリヴェット （Dr. Elizabeth Olivet） （キャロリン・マコーミック） |
| 3        | レニー・ブリスコー Lennie Briscoe （ジェリー・オーバック）                 | マイク・ローガン （Mike Logan） （クリス・ノース）         | ドン・クレイゲン Capt. Don Cragen （ダン・フロレク）             | ベンジャミン・ストーン （Benjamin Stone） （マイケル・モリアーティ） | ポール・ロビネット Paul Robinette （リチャード・ブルックス） | アダム・シフ Adam Schiff （スティーヴン・ヒル）               | エリザベス・オリヴェット （Dr. Elizabeth Olivet） （キャロリン・マコーミック） |
| 4        | アニタ・ヴァン・ビューレン Lt. Anita Van Buren （S・エパサ・マーカーソン） | マイク・ローガン （Mike Logan） （クリス・ノース）         | クレア・キンケイド Claire Kincaid （ジル・ヘネシー）             | ベンジャミン・ストーン （Benjamin Stone） （マイケル・モリアーティ） |                                                              | アダム・シフ Adam Schiff （スティーヴン・ヒル）               | エリザベス・オリヴェット （Dr. Elizabeth Olivet） （キャロリン・マコーミック） |
| 5        | アニタ・ヴァン・ビューレン Lt. Anita Van Buren （S・エパサ・マーカーソン） | マイク・ローガン （Mike Logan） （クリス・ノース）         | クレア・キンケイド Claire Kincaid （ジル・ヘネシー）             | ジャック・マッコイ （Jack McCoy） （サム・ウォーターストン）         |                                                              | アダム・シフ Adam Schiff （スティーヴン・ヒル）               |                                                                                |
| 6        | アニタ・ヴァン・ビューレン Lt. Anita Van Buren （S・エパサ・マーカーソン） | レイ・カーティス （Rey Curtis） （ベンジャミン・ブラット） | クレア・キンケイド Claire Kincaid （ジル・ヘネシー）             | ジャック・マッコイ （Jack McCoy） （サム・ウォーターストン）         |                                                              | アダム・シフ Adam Schiff （スティーヴン・ヒル）               |                                                                                |
| 7        | アニタ・ヴァン・ビューレン Lt. Anita Van Buren （S・エパサ・マーカーソン） | レイ・カーティス （Rey Curtis） （ベンジャミン・ブラット） | ジェイミー・ロス （Jamie Ross） （キャリー・ローウェル）         | ジャック・マッコイ （Jack McCoy） （サム・ウォーターストン）         |                                                              | アダム・シフ Adam Schiff （スティーヴン・ヒル）               |                                                                                |
| 8        | アニタ・ヴァン・ビューレン Lt. Anita Van Buren （S・エパサ・マーカーソン） | レイ・カーティス （Rey Curtis） （ベンジャミン・ブラット） | ジェイミー・ロス （Jamie Ross） （キャリー・ローウェル）         | ジャック・マッコイ （Jack McCoy） （サム・ウォーターストン）         |                                                              | アダム・シフ Adam Schiff （スティーヴン・ヒル）               |                                                                                |
| 9        | アニタ・ヴァン・ビューレン Lt. Anita Van Buren （S・エパサ・マーカーソン） | レイ・カーティス （Rey Curtis） （ベンジャミン・ブラット） | アビー・カーマイケル （Abbie Carmichael） （アンジー・ハーモン） | ジャック・マッコイ （Jack McCoy） （サム・ウォーターストン）         |                                                              | アダム・シフ Adam Schiff （スティーヴン・ヒル）               |                                                                                |
| 10       | アニタ・ヴァン・ビューレン Lt. Anita Van Buren （S・エパサ・マーカーソン） | エド・グリーン （Ed Green） （ジェシー・L・マーティン）    | アビー・カーマイケル （Abbie Carmichael） （アンジー・ハーモン） | ジャック・マッコイ （Jack McCoy） （サム・ウォーターストン）         |                                                              | アダム・シフ Adam Schiff （スティーヴン・ヒル）               |                                                                                |
| 11       | アニタ・ヴァン・ビューレン Lt. Anita Van Buren （S・エパサ・マーカーソン） | エド・グリーン （Ed Green） （ジェシー・L・マーティン）    | アビー・カーマイケル （Abbie Carmichael） （アンジー・ハーモン） | ジャック・マッコイ （Jack McCoy） （サム・ウォーターストン）         | Nora Lewin （ダイアン・ウィースト）                          |                                                               |                                                                                |
| 12       | アニタ・ヴァン・ビューレン Lt. Anita Van Buren （S・エパサ・マーカーソン） | エド・グリーン （Ed Green） （ジェシー・L・マーティン）    | セリーナ・サウザリン Serena Southerlyn （エリザベス・ローム）    | ジャック・マッコイ （Jack McCoy） （サム・ウォーターストン）         | Nora Lewin （ダイアン・ウィースト）                          |                                                               |                                                                                |
| 13       | アニタ・ヴァン・ビューレン Lt. Anita Van Buren （S・エパサ・マーカーソン） | エド・グリーン （Ed Green） （ジェシー・L・マーティン）    | セリーナ・サウザリン Serena Southerlyn （エリザベス・ローム）    | ジャック・マッコイ （Jack McCoy） （サム・ウォーターストン）         | アーサー・ブランチ Arthur Branch （フレッド・トンプソン）    |                                                               |                                                                                |
| 14       | アニタ・ヴァン・ビューレン Lt. Anita Van Buren （S・エパサ・マーカーソン） | エド・グリーン （Ed Green） （ジェシー・L・マーティン）    | セリーナ・サウザリン Serena Southerlyn （エリザベス・ローム）    | ジャック・マッコイ （Jack McCoy） （サム・ウォーターストン）         | アーサー・ブランチ Arthur Branch （フレッド・トンプソン）    |                                                               |                                                                                |
| 15       | アニタ・ヴァン・ビューレン Lt. Anita Van Buren （S・エパサ・マーカーソン） | エド・グリーン （Ed Green） （ジェシー・L・マーティン）    | セリーナ・サウザリン Serena Southerlyn （エリザベス・ローム）    | ジャック・マッコイ （Jack McCoy） （サム・ウォーターストン）         | アーサー・ブランチ Arthur Branch （フレッド・トンプソン）    | ジョー・フォンタナ Joe Fontana （デニス・ファリーナ）         |                                                                                |
| 15       | アニタ・ヴァン・ビューレン Lt. Anita Van Buren （S・エパサ・マーカーソン） | エド・グリーン （Ed Green） （ジェシー・L・マーティン）    | アレクサンドラ・ボルジア Alexandra Borgia （アニー・パリッセ）   | ジャック・マッコイ （Jack McCoy） （サム・ウォーターストン）         | アーサー・ブランチ Arthur Branch （フレッド・トンプソン）    | ジョー・フォンタナ Joe Fontana （デニス・ファリーナ）         |                                                                                |
| 15       | アニタ・ヴァン・ビューレン Lt. Anita Van Buren （S・エパサ・マーカーソン） | ニック・ファルコ Nick Falco （マイケル・インペリオリ）     |                                                                  | ジャック・マッコイ （Jack McCoy） （サム・ウォーターストン）         | アーサー・ブランチ Arthur Branch （フレッド・トンプソン）    | ジョー・フォンタナ Joe Fontana （デニス・ファリーナ）         |                                                                                |
| 16       | アニタ・ヴァン・ビューレン Lt. Anita Van Buren （S・エパサ・マーカーソン） | エド・グリーン Ed Green （ジェシー・L・マーティン）        |                                                                  | ジャック・マッコイ （Jack McCoy） （サム・ウォーターストン）         | アーサー・ブランチ Arthur Branch （フレッド・トンプソン）    | ジョー・フォンタナ Joe Fontana （デニス・ファリーナ）         |                                                                                |
| 17       | アニタ・ヴァン・ビューレン Lt. Anita Van Buren （S・エパサ・マーカーソン） | エド・グリーン Ed Green （ジェシー・L・マーティン）        | ニーナ・キャサディ Nina Cassady （ミレーナ・ゴヴィッチ）         | ジャック・マッコイ （Jack McCoy） （サム・ウォーターストン）         | アーサー・ブランチ Arthur Branch （フレッド・トンプソン）    | コニー・ルビローサ Connie Rubirosa （アラナ・デ・ラ・ガーザ） |                                                                                |
| 18       | アニタ・ヴァン・ビューレン Lt. Anita Van Buren （S・エパサ・マーカーソン） | エド・グリーン Ed Green （ジェシー・L・マーティン）        | サイラス・ルーポ Cyrus Lupo （ジェレミー・シスト）               | マイケル・カッター （Michael Cutter） （ライナス・ローチ）           | ジャック・マッコイ （Jack McCoy） （サム・ウォーターストン） | コニー・ルビローサ Connie Rubirosa （アラナ・デ・ラ・ガーザ） |                                                                                |
| 18       | アニタ・ヴァン・ビューレン Lt. Anita Van Buren （S・エパサ・マーカーソン） | サイラス・ルーポ Cyrus Lupo （ジェレミー・シスト）         | ケヴィン・バーナード Kevin Bernard （アンソニー・アンダーソン）  | マイケル・カッター （Michael Cutter） （ライナス・ローチ）           | ジャック・マッコイ （Jack McCoy） （サム・ウォーターストン） | コニー・ルビローサ Connie Rubirosa （アラナ・デ・ラ・ガーザ） |                                                                                |
| 19       | アニタ・ヴァン・ビューレン Lt. Anita Van Buren （S・エパサ・マーカーソン） | サイラス・ルーポ Cyrus Lupo （ジェレミー・シスト）         | ケヴィン・バーナード Kevin Bernard （アンソニー・アンダーソン）  | マイケル・カッター （Michael Cutter） （ライナス・ローチ）           | ジャック・マッコイ （Jack McCoy） （サム・ウォーターストン） | コニー・ルビローサ Connie Rubirosa （アラナ・デ・ラ・ガーザ） |                                                                                |
| 20       | アニタ・ヴァン・ビューレン Lt. Anita Van Buren （S・エパサ・マーカーソン） | サイラス・ルーポ Cyrus Lupo （ジェレミー・シスト）         | ケヴィン・バーナード Kevin Bernard （アンソニー・アンダーソン）  | マイケル・カッター （Michael Cutter） （ライナス・ローチ）           | ジャック・マッコイ （Jack McCoy） （サム・ウォーターストン） | コニー・ルビローサ Connie Rubirosa （アラナ・デ・ラ・ガーザ） |                                                                                |

1. ↑  “Law & Order: Hate Crimes Spinoff Likely Bound for Peacock Streaming Service Due to Language Concerns” (英語). TVLine (2020年6月5日). 2020年6月6日閲覧。
2. ↑  “Christopher Meloni As 'SVU' Character Elliot Stabler To Headline New Dick Wolf Drama Series For NBC” (English). Deadline Hollywood (2020年3月31日). 2020年3月31日閲覧。
3. ↑  Andreeva, Nellie (2020年6月16日). “NBC Fall 2020 Schedule: Addition Of 'Law & Order: SVU' Spinoff Starring Christopher Meloni Marks Only Change”. Deadline Hollywood. 2020年6月16日閲覧。

## LAW & ORDERシリーズのクロスオーバー
LAW & ORDERシリーズでは2016年2月10日までに計11回のクロスオーバー・エピソードが製作・放送されている。
以下、クロスオーバー・エピソードを時系列順で表記。
| シリーズA                                                                         | シリーズB                                                                             | シリーズC                                                                        | 放送シーズン | 放送日                        |
| --------------------------------------------------------------------------------- | ------------------------------------------------------------------------------------- | -------------------------------------------------------------------------------- | ------------ | ----------------------------- |
| LAW & ORDER シーズン6第13話 ボルティモアからの刺客 "Charm City"                   | ホミサイド/殺人捜査課 シーズン4第11話 歪んだ愛国心 "For God and Country"              | N/A                                                                              | 1995-1996    | 1996年2月7日 1996年2月9日     |
| LAW & ORDER シーズン8第6話 孤独な天使 "Baby, It's You"                            | ホミサイド/殺人捜査課 シーズン6第5話 哀しき復讐 "Baby, It's You"                      | N/A                                                                              | 1997-1998    | 1997年11月12日 1997年11月14日 |
| LAW & ORDER シーズン9第14話 連鎖するスキャンダル "Sideshow"                       | ホミサイド/殺人捜査課 シーズン7第15話 陰謀 "Sideshow"                                 | N/A                                                                              | 1998-1999    | 1999年2月17日 1999年2月19日   |
| LAW & ORDER:性犯罪特捜班 シーズン1第15話 疑惑の財閥令嬢 "Entitled"                | LAW & ORDER シーズン10第14話 疑惑の財閥令嬢 PartⅡ "Entitled"                          | N/A                                                                              | 1999-2000    | 2000年2月18日                 |
| LAW & ORDER シーズン15第20話 恋多き弁護士 "Tombstone"                             | LAW & ORDER:陪審評決 シーズン1第8話 歓喜の後で "Skeleton"                             | N/A                                                                              | 2004-2005    | 2005年4月13日 2005年4月15日   |
| LAW & ORDER:性犯罪特捜班 シーズン6第20話 沈黙が招く悲劇 "Night"                   | LAW & ORDER:陪審評決 シーズン1第11話 決着 "Day"                                       | N/A                                                                              | 2004-2005    | 2005年5月3日                  |
| LAW & ORDER:性犯罪特捜班 シーズン7第2話 オーダーメード "Design"                   | LAW & ORDER シーズン16第2話 因縁の対決 "Flaw"                                         | N/A                                                                              | 2005-2006    | 2005年9月27日 2005年9月28日   |
| LAW & ORDER:性犯罪特捜班 シーズン15第15話 身勝手なコメディアン "Comic Perversion" | シカゴ P.D. シーズン1第6話 支配と従属 "Conventions"                                   | N/A                                                                              | 2013-2014    | 2014年2月26日                 |
| シカゴ・ファイア シーズン3第7話 ベガスの土産 "Nobody Touches Anything"            | LAW & ORDER:性犯罪特捜班 シーズン16第7話 巨大児童ポルノ組織を追え "Chicago Crossover" | シカゴ P.D. シーズン2第7話 弄ばれた魂 "They'll Have to Go Through Me"            | 2014-2015    | 2014年11月11日 2014年11月12日 |
| シカゴ・ファイア シーズン3第21話 変わりゆく仲間たち "We Called Her Jellybean"     | シカゴ P.D. シーズン2第20話 手術着の男 "The Number of Rats"                           | LAW & ORDER:性犯罪特捜班 シーズン16第20話 シカゴ市警との連携 "Daydream Believer" | 2014-2015    | 2015年4月28日 2015年4月29日   |
| LAW & ORDER:性犯罪特捜班 シーズン17第14話 脱走犯2人 "Nationwide Manhunt"          | シカゴ P.D. シーズン3第14話 殺人鬼イエーツの歌 "The Song of Gregory William Yates"    | N/A                                                                              | 2015-2016    | 2016年2月10日                 |

## 番組のフォーマット
"In the criminal justice system, the people are represented by two separate, yet equally important groups: the police, who investigate crime, and the district attorneys, who prosecute the offenders. These are their stories."

「刑事法体系には等しく重要な二つの独立した組織がある。犯罪を捜査する警察、そして容疑者を起訴する検察。これは彼らの物語だ。」
--スティーヴン・ザーンキルトン（日本語吹替：牛山茂）によるオープニングナレーション

以上のナレーションで始まり、冒頭では事件の発生（ほとんどが殺人事件）が描かれる。マイク・ポストによるOPテーマ曲が流れたのち、番組の前半では警察（LAW）による捜査から犯人逮捕までが描かれ、後半では検察（ORDER）による容疑者の起訴から裁判を経て陪審員の評決が出るまでが描かれる。ただし必ずしもこの形ではなく両者が混ざり合った形で展開する回もある。
場面の切替の際には独特の効果音とともに黒背景に白字で場所と日時の説明が書かれたカットが入る。この効果音とOP曲が『ロー＆オーダー』シリーズに共通する特徴の一つである。
番組の最後には「この物語はフィクションです」(The preceding story was fictional. No actual person or event was depicted.)という注意書きが入る。最後だけでなく番組の最初に同様の意味の"The following story is fictional and does not depict any actual person or event."という注意書きが入る場合もある。

### 例外回
- 主人公サイドが敗北する回（殺人犯が無罪になる）が複数ある。被起訴者が殺人を犯したのが視聴者にも明白なのに、特に理由の説明もなく物語が終わる[3]。

## 登場人物

### ニューヨーク州検察
ジャック・マッコイ
演 - サム・ウォーターストン、日本語吹替 - 牛山茂
正義感がとても強く、特に殺人や政治家の汚職、大企業の不正などには非常に厳しい態度を取る。一方で些細な証拠から独断的に起訴したり、有罪判決を得るために関係者を起訴で脅して証言させるなど強引な手法を好むため、弁護側やマスコミ、時には検事局内からもしばしば批判を浴びる。
子供の頃にアイリッシュ系の警官だった父親から虐待されていた。そのため子供の虐待が関わる事件には強い関心を持つ。
若い頃は部下の女性に手を出すことで有名だった。クレア・キンケイドと初めて会った時に「今までに寝た検事補は3人だけ」と話すが、後にそれまでにマッコイの下にいた女性検事補が3人だったことが明らかにされている。しかしある事件をきっかけにその悪癖を改め、部下には手を出さなくなる。
2度離婚している。1人は部下の検事補だったエレン。レベッカという娘がいるが遠距離に住んでおり関係は疎遠である。
シーズン5-17では地方次長検事（E.A.D.A：en:Executive Assistant District Attorney）、シーズン18-20では地方検事（D.A：en:District Attorney）を務める。
ロー&オーダー終了後も『LAW & ORDER:性犯罪特捜班』のシーズン12で地方検事として名前が挙げられている。しかし同シーズン13ではマイケル・カッターにより地方検事が新しい人物になったことが示されている。
番組への出演歴はアニタ・ヴァン・ビューレンに次いで2番目に長く、1994年のシーズン5から2010年のシーズン20まで16年に渡って連続出演している。総出演回数は343回。スピンオフの『LAW & ORDER:性犯罪特捜班』、『Law & Order:Trial by Jury』、映画『ロー・アンド・オーダー/切り裂かれた死体』、また『ホミサイド/殺人捜査課』にも数回ゲスト出演している。
アーサー・ブランチ
演 - フレッド・トンプソン、日本語吹替 - 高松直輝
2002年に地方検事選挙に当選し、前任のNora Lewinに変わって地方検事（D.A：en:District Attorney）となった。
番組のキャラクター内では数少ない共和党員。そのためリベラル派なマッコイとは対立することも多い。しかしマッコイのことは優秀な検察官として認めている。
イェール大学卒。過去にはイェール・ロー・スクールで教授を務めていたこともある。
1980年代初頭にジョージア州からNYに引っ越したため喋り方に南部訛りがある。家族は妻と息子、孫二人。
シーズン17の最終話が検事として最後の登場だが、辞任の理由は作中では触れられていない。
アーサー・ブランチを演じるフレッド・トンプソンは実際に共和党議員であり、法学博士号を持つ弁護士/検察官でもある。
2002年にロー&オーダーにレギュラー出演を開始した時にはテネシー州選出の上院議員としての任期中だった。また1969年から1972年にかけて連邦検事の元で検察官として働いていた経験を持つ。
2007年には大統領選出馬のためロー&オーダーを降板すると発表した。
アレクサンドラ・ボルジア
演 - アニー・パリッセ、日本語吹替 - 丸山ゆう
ジャック・マッコイとともに働く女性検事補（A.D.A：en:Assistant District Attorney)。マッコイの補佐として関係者への調査や資料集めをする。真面目で穏やかな性格でマッコイや刑事達からの信頼も厚い。シーズン16第22話「最後の手段」で事件の捜査中に自宅から誘拐・殺害される。
セリーナ・サウザリン
演 - エリザベス・ローム、日本語吹替 - 高森奈緒
ジャック・マッコイとともに働く女性検事補。社会的弱者の被告に同情的な傾向が強く、被告が誰であろうと強硬な態度を取るマッコイとはしばしば激しく対立する。シーズン15第13話「ヒップホップと銃弾」で「感情的になりすぎる」という理由でアーサー・ブランチによって解雇された。その際、自分がレズビアンだから解雇されるのかと聞いている（ブランチの答えはノー）
コニー・ルビローサ
演 - アラナ・デ・ラ・ガーザ、日本語吹替 - 平野夏那子
ジャック・マッコイやマイケル・カッターとともに働く女性検事補。主な仕事は公判のための捜査や資料集めだが、自身が法廷に立つこともある。ジャック・マッコイのことを尊敬している。冷静で優秀だが、感情に流されやすい面もある。スワースモア大学卒。大学卒業後、短期間幼稚園の先生として働いていた。2004年にマンハッタン検事局に入局。入局後はジャック・マッコイとアーサー・ブランチの元で働く。父親はスペイン系移民で母親はメキシコ系。そのため移民に対しては同情的な立場を取る。『ロー&オーダー』シーズン20の後、LAに住んでいる母親が病気になったため、マンハッタン検事局を辞職してLAに移住・ロサンゼルス郡検事局に転職。
マイケル・カッター
演 - ライナス・ローチ、日本語吹替 - 高瀬右光
ジャック・マッコイが地方検事に当選後、後任の次長検事（E.A.D.A：en:Executive Assistant District Attorney)として登場。頭脳明晰で優秀な検察官だが、負けず嫌いで勝ちにこだわる性格でもあり、目的を果たすために周囲を省みず暴走することも多い。上司のマッコイとは意見の相違で対立する場面が多く見られたが、マッコイが地方検事選挙に立候補した際には応援する様子を見せている。同僚のコニー・ルビローサと仲が良く、いくつかのエピソードでは友情以上の好意を持っていると示唆されているが、シーズン20第9話「消える証人」でマッコイに「同僚とは寝ない主義」と述べている。州立大卒（大学名は不明）。シーズン20第16話「証拠なき犯罪」にて、大学卒業時に学位号（BA）を取得しておらず、その事実をロースクール入学時と検事局入局時に隠蔽していたことが判明する。カッター本人は「在学中に4つのカレッジを転々としたため記録が紛失し卒業の際に学位を受け取れなかった」と弁明している。このため懲戒処分を受けるが、検察官としての資格自体に問題はないと判断されそのままの地位に留まった。幼い頃は父親の仕事の関係でアメリカ全土を転々としていた。両親は10歳の時に離婚しており、その後父親とは疎遠。
『ロー&オーダー』終了後は『LAW & ORDER:性犯罪特捜班』内に登場。その際肩書きがBureau Chief Executive ADAになっている。
ベンジャミン・ストーン
演 - マイケル・モリアーティ
マンハッタン検察局の地方次長検事。冷静で優秀な検察官だが、部下に厳しく気難しい面もあり、七ヶ月以上続いた部下はポール・ロビネットのみである。また、彼の息子のピーター・ストーン(演:フィリップ・ウィンチェスター)も検察官として働いており、シカゴを舞台にした『シカゴ P.D.』『Chicago Justice』『シカゴ・メッド』及びニューヨークを舞台にした『LAW & ORDER:性犯罪特捜班』に登場している。
ポール・ロビネット
演 - リチャード・ブルックス
マンハッタン検察局でベンジャミン・ストーンとともに働く検事補。真面目で忍耐強い性格。ロー&オーダー史上唯一の男性検事補である。検事局を退職後は弁護士となり、本シリーズの他『シカゴ P.D.」のスピンオフ作品『Chicago Justice』に登場した。

### ニューヨーク市警察
エド・グリーン
演 - ジェシー・L・マーティン、日本語吹替 - 青木強
NYPD27分署に勤務する刑事。正義感が強く、熱意に溢れた刑事として数々の事件を解決する。ロー&オーダーを代表するキャラクターの一人。レイ・カーティスの降板後、レニー・ブリスコーの新しいパートナーとして登場する。当初は年輩のレニーのやり方に反発していたが、事件を経ていく内に強い絆で結ばれたパートナーとなる。犯人逮捕のためには乱暴な手段を取ることもあるため、ヴァン・ビューレン警部補から叱責されることも多々あった。レニーの退職後は、ベテラン刑事としてニーナ・キャサディやサイラス・ルーポといった若手刑事と組み、彼らを指導した。
普段はニューヨーク訛りの強い英語を話す。スラングにも詳しい。スペイン語・ロシア語・フランス語を話せる。宗教教育・古典教育を受けているがパンク・ロックやサブカルチャーにも詳しく、それらの知識を使って様々な層の人々から情報を聞き出すことができる。ベジタリアン。ロレックスをいつも身に付けている。作中で女性にもてる様子がよく描かれている。
シーズン15第20話「恋多き弁護士」で捜査中に銃撃されて重傷を負い、数週間入院する。この間はニック・ファルコが代役を務めた。シーズン16第1話「渦中の裁判」で復帰。これは実際にはグリーンを演じるジェシー・L・マーティンが映画『レント』の撮影で長期間番組を離れるための措置であった。シーズン18第14話「守りたかったもの」で捜査中の容疑者を射殺したとして逮捕・起訴される。捜査の結果不起訴になるが、ヴァン・ビューレン警部補の引き止めにもかかわらず、辞職を申し出てて警察を去る。
アニタ・ヴァン・ビューレン
演 - S・エパサ・マーカーソン、日本語吹替 - 海本きくえ
NYPD27分署に勤務する警部補。刑事達の捜査を監督している。タフで厳しいが部下思いな性格で、部下の刑事達からも慕われている。上層部や検察からの信頼も厚い。左利き。en:John Jay College卒。パトロール警官として数年過ごした後、麻薬潜入捜査官として7年勤務した経験を持つ。部下からは、警部補（lieutenant） から取った「ルー（Lieu）」もしくは「L.T.」という愛称で呼ばれている。名前は第8代アメリカ合衆国大統領マーティン・ヴァン・ビューレンから付けられた。
シーズン20で子宮頸癌と診断される。化学療法の副作用や病状の悪化に苦しむが、シーズン20最終話で好転の兆しが見えたことが示されている。このエピソードはもともとはヴァン・ビューレンを演じるS・エパサ・マーカーソンがシーズン20での降板を希望したために作られたが、ロー＆オーダー自体もシーズン20で終了したため、このシーンが番組のラストとなった。
ジョー・フォンタナ
演 - デニス・ファリーナ、日本語吹替 - 高桑満
NYPD27分署に勤務する刑事。レニー・ブリスコーの退職後、27分署に赴任してエド・グリーンの新しいパートナーとなった。口がうまくシニカルな性格のベテラン刑事。服装にとてもこだわりがあり、常にテイラーメイドのスーツと高級ブランド品を身に着けている。愛車はメルセデス・ベンツSL500。フォンタナを演じるデニス・ファリーナは実際に過去にシカゴ市警察で警官として勤務した経験を持っている。武器はS&W M19。銃身2.5インチ。作中でこの型の拳銃を使用している刑事はフォンタナのみである。また回転式拳銃を使用しているのはフォンタナとレニー・ブリスコーの二人である。
シーズン16最終話で降板。シーズン17第1話「スクープ写真の真実」で後任のニーナ・キャサディにより「退職した」と述べられている。
ニック・ファルコ
演 - マイケル・インペリオリ、日本語吹替 - 杉村憲司
NYPD27分署に勤務する刑事。シーズン15でエド・グリーンが入院中、ジョー・フォンタナのパートナーとして登場した。数話の出演ののち、グリーンのレギュラー復帰により降板するが、シーズン16第21話「仮面の裏」で殺人事件の容疑者として再登場する。
ニーナ・キャサディ
演 - ミレーナ・ゴヴィッチ、日本語吹替 - 木下紗華
NYPD27分署に勤務する刑事。ジョー・フォンタナの退職後、27分署に赴任してエド・グリーンの新しいパートナーとなった。『ロー&オーダー』史上唯一の女性刑事である（スピンオフを除く）。昇進したばかりの新人刑事だが、偶然美容院での銃撃事件に関わったことからマスコミに「美人すぎる刑事」として持て囃され、殺人課に配属となる。上司のヴァン・ビューレン警部補はこの人事を快く思っておらず、キャサディの経験不足と不注意さに厳しく対応したため、キャサディは強く反発し、その後も両者はしばしば激しく対立した。クイーンズ出身。アイリッシュ系。 武器はグロック19。シーズン17第22話が最後の登場だが、作中ではキャサディが去った理由は述べられていない。
サイラス・ルーポ
演 - ジェレミー・シスト、日本語吹替 - 桐本琢也
NYPD27分署に勤務する刑事。ニーナ・キャサディの後、27分署に赴任してエド・グリーンの新しいパートナーとなった。以前はNY市警情報部に4年勤務しテロリストを追って世界中を飛び回っていたが、兄の死をきっかけにNYに戻り、殺人課に転属して27分署の刑事となる。スペイン語・中国語など数ヶ国語を聞き取ることができ、中東にも詳しい。ニューヨーク市立大学ブルックリン校の夜間法科コースに通っている。情報部に配属になる以前はパトロール巡査として27分署に勤務していた。巡査時代、クリスマスの朝に遭遇した凄惨な事件現場によってPTSDになり、アルコールに溺れ、それが原因で当時の相棒を射殺されるという経験を持つ。このため9ヶ月のセラピーを受けている。
兄の妻と、結婚以前付き合っており、兄の亡き後しばしば気にかけている様子がある。シーズン18第2話「甘い誘惑」で、捜査中の事件の目撃者の女性と関係を持つ。のちに彼女が事件の容疑者であると判明し、ヴァン・ビューレン警部補らから厳しく叱責される。事件の捜査中に譲り受けた犬を飼っている。名前はオットー。パートナーのエド・グリーンとケヴィン・バーナードからは「ループス（Lupes）」と呼ばれている。
武器はグロック19。バッヂ番号は2632。
ケヴィン・バーナード
演 - アンソニー・アンダーソン、日本語吹替 - かぬか光明
NYPD27分署に勤務する刑事。エド・グリーンの退職後、27分署に赴任してサイラス・ルーポの新しいパートナーとなった。以前は内務調査部に勤務していた。シーズン18第14話「守りたかったもの」でエド・グリーンの事件を担当する調査官として登場。グリーンの退職後、第15話「見えざる恐怖」で殺人課に転属しルーポのパートナーとなった。第14話「守りたかったもの」でヴァン・ビューレン警部補に「内務調査部に2年いれば殺人課に転属できる」と述べているが、転属の経緯は不明である。子供の頃のあだ名が「セント・バーナード」だったため犬が嫌い。シーズン20第6話「人肉検索」で隠し子がいることが判明する。武器はグロック19。バッジ番号は1954。
ドン・クレイゲン
演 - ダン・フロレク
NYPD27分署に勤務する警部。刑事達の捜査を監督している。シーズン3第22話"Benevolence"で27分署を離れたのち、『LAW & ORDER:性犯罪特捜班』シーズン1第1話「女たちの制裁」で性犯罪特捜班を監督する警部として登場する。
マイク・ローガン
演 - クリス・ノース
NYPD27分署に勤務する刑事。シーズン5第23話"Pride"で27分署を去ったのち、スタテンアイランドの家庭安全課（Domestic Disputes squad）に勤務する。その後『LAW & ORDER:クリミナル・インテント』シーズン4第13話「スタンフォード刑務所実験」に登場し、重大犯罪捜査班（Major Case Squad）の一員となる。同エピソード内で、ジェームス・ディーキンズ警部によって、ヴァン・ビューレン警部補がローガンを27分署に戻そうと3回試みたがいずれも失敗したことが述べられている。
マックス・グリービー
演 - ジョージ・ズンザ
NYPD27分署に勤務する刑事。シーズン1第1話では刑事だが、2話以降では巡査部長になっている。クレイゲン警部とは元パートナーで仲が良い。『LAW & ORDER:性犯罪特捜班』シーズン3第3話「幼児誘拐事件の波紋」ではグリービーがかつて担当した未解決事件をクレイゲンが解決する。